# Biblioteca Lovejoy
La biblioteca Lovejoy se encuentra localizada en la Southern Illinois University Edwardsville y abrió sus puertas en 1965. La biblioteca recibió el nombre de Elijah Parish Lovejoy, un ministro presbiteriano, periodista y editor de un periódico. En 1837 fue asesinado por una turba, por su punto de vista abolicionista.
Alberga una colección de más de 800 000 ejemplares con cerca de 600 000 títulos de libros, más de 1 675 000 unidades de microfilm, 10 000 títulos de libros electrónicos; 26 000 suscripciones periódicas, incluyendo casi 23 800 revistas electrónicas, más de 33 000 unidades de audiovisuales, incluyendo unos 5000 vídeos.

## Amigos de la biblioteca
La biblioteca está fuertemente apoyada por los Amigos de la Biblioteca Lovejoy. Desde 1965, el grupo ha contribuido con más de $ 2,6 millones de dólares para mejorar y ampliar las colecciones de libros, equipos y programas. El establecimiento de 31 dotaciones presentó un costo de $ 800 000 dólares, el grupo fue reconocido a nivel nacional en 1991 y 1995 como uno de los cinco grandes grupos académicos en el país, reconocimiento otorgado por una asociación de amigos de la Biblioteca ahora conocidos como la Asociación de Síndicos de la Biblioteca, abogados, amigos y fundaciones.